# Elvingen (Beckerich)
Elvingen (luxemburgisch Ielwenⓘ, französisch Elvange) ist eine Ortschaft in der Gemeinde Beckerich im Kanton Redingen im Großherzogtum Luxemburg.

## Lage
Elvingen liegt im Westen Luxemburgs nahe der belgischen Stadt Arlon. Nachbarorte sind Hovelingen im Westen und Schweich im Osten. Durch den Ort verläuft die CR 301.

## Allgemeines
Elvingen ist ein kleines, ländlich geprägtes Dorf, den Mittelpunkt bildet die kath. Pfarrkirche St. Blasius, deren älteste Teile noch aus dem 12. Jahrhundert stammen. Außerdem befindet sich im Ort die einzige Pferdemolkerei Luxemburgs, in der Stutenmilch gewonnen wird.